# 神慈秀明會

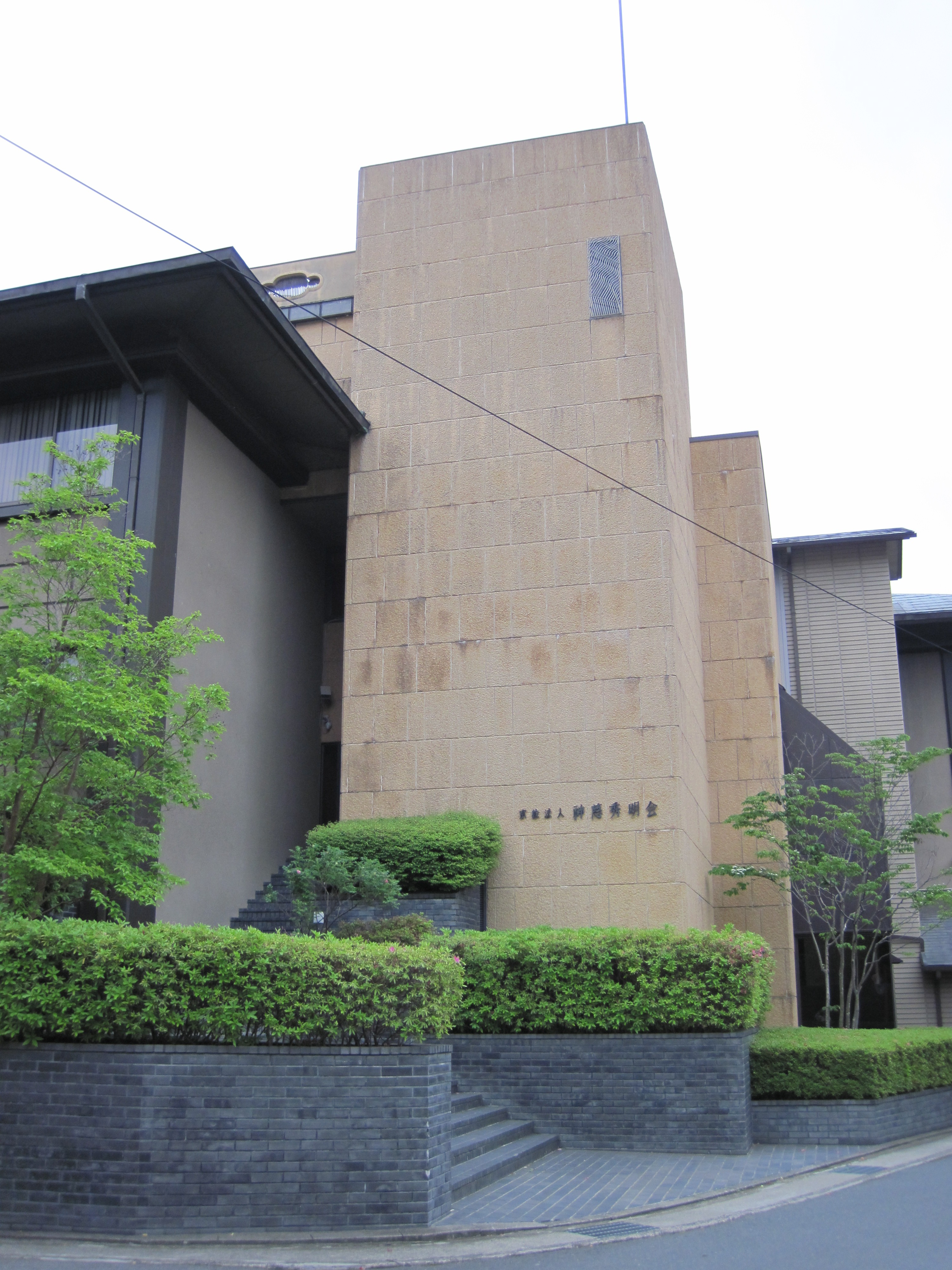
位於日本京都市左京區的神慈秀明會京都支部，為其向日本政府登記的總部所在地。

神慈秀明會 （日语：宗教法人   神慈秀明会）是日本一個神道類的新興宗教團體，1970年由小山美秀子創立。總部在滋賀縣甲賀市信樂町神苑，海外在台灣、香港、美國設有支部。早期以醫治為宗旨，近年活躍於環境保護、自然農法、美術等公益領域。